# St. Martiner Tannenstrauch
Der Tannenstrauch, auch Acht Tannen genannt, in St. Martin am Tennengebirge im Lammertal, Land Salzburg ist die sehr seltene Erscheinung einer mehrstämmigen Tanne.

## Lage und Landschaft
Der Tannenstrauch befindet sich an der Südabdachung des Tennengebirges, unweit Lungötz, am Moosriedel am Nordhang des Korein, einem südlichen Vorberg des Gebirgstocks, gegen das oberste Lammertal hin. Er steht im Quellgebiet des Köppenreitbachs unweit des Feuchtbiotops Haranger.
Der Forstweg Moos-Zubringer (Wanderweg 89/89a) führt nur wenige Meter östlich vorbei, dieser Weg zweigt von der Forststraße Harreith – Seireralm – Moosgut – Lammertal ab. Der Baum selbst steht mitten im Wald.

## Der Baum
Nadelbäume sind normalerweise nicht fähig, Wurzelschösslinge zu bilden, die Weißtanne kann das aber in Ausnahmefällen. Dieser Baum verzweigt sich schon im Wurzelkomplex in 8 Stämme. Der Baum dürfte um die 180 Jahre alt sein, seinen Namen hat er, weil er in jüngeren Jahren wie ein Strauch ausgesehen hat. Er wurde vielleicht in Jugendjahren im Terminaltrieb von Schneebruch verletzt oder von Weidevieh oder Wild verbissen. Heute sind alle 8 Stämme zu 30 Meter hohen mächtigen Einzelbäumen ausgewachsen, die zusammen eine Holzmenge von etwa 35–40 Festmeter bilden.

## Naturschutz und Erschließung
Der Baum wurde 2005 als Naturdenkmal ausgewiesen (GNG 16, nominell Flächenobjekt mit 25 m²; die Bezeichnung Tannenstrauch auf GP 565/7 bezieht sich auf das Grundstück der Einlagezahl 565/7 der Katastralgemeinde Lammerthal). Schutzzweck ist „besondere Prägung des Ortsbildes, besondere ästhetische Wirkung, besondere lokale historisch-kulturelle Bedeutung“.
Der etwa 8 km lange Baumwanderweg von St. Martin verbindet den Bergahorn auf der Seireralm (ebenfalls geschütztes Naturgebilde), die Eibe im Ortsteil Schoberberg, das Haranger-Moos, den Tannenstrauch und den Lammertaler Urwald bei der Spießalm.